# Natrialba
Genre
Espèces de rang inférieur
- Natrialba aegyptia
- Natrialba aibiensis
- Natrialba asiatica
- Natrialba chahannaoensis
- Natrialba hulunbeirensis
- Natrialba magadii
- Natrialba taiwanensis
- Natrialba wudunaoensis

Natrialba est un genre d'archées halophiles de la famille des Halobacteriaceae.